# Division Élite 2018
La Division Élite 2018 è la 37ª edizione del campionato di football americano di primo livello, organizzato dalla FFFA.

## Squadre partecipanti
| Club                           | Città               | Stadio | Sponsor ufficiale | Risultato nella stagione 2017 |
| ------------------------------ | ------------------- | ------ | ----------------- | ----------------------------- |
| Argonautes d'Aix-en-Provence   | Aix-en-Provence     |        |                   |                               |
| Black Panthers de Thonon       | Thonon-les-Bains    |        |                   |                               |
| Blue Stars de Marseille        | Marsiglia           |        |                   |                               |
| Cougars de Saint-Ouen-l'Aumône | Saint-Ouen-l'Aumône |        |                   |                               |
| Falcons de Bron-Villeurbanne   | Bron                |        |                   |                               |
| Flash de La Courneuve          | La Courneuve        |        |                   |                               |
| Léopards de Rouen              | Rouen               |        |                   |                               |
| Molosses d'Asnières            | Asnières-sur-Seine  |        |                   |                               |

## Stagione regolare

### Calendario

#### 1ª giornata
| La Courneuve 3 febbraio 2018, ore 19:00 | Flash de La Courneuve | 20 – 23 referto | Black Panthers de Thonon | Stade Géo André |

| Asnières-sur-Seine 3 febbraio 2018, ore 19:00 | Molosses d'Asnières | 6 – 20 referto | Blue Stars de Marseille | Stade Leo Lagrange |

| Aix-en-Provence 3 febbraio 2018, ore 19:00 | Argonautes d'Aix-en-Provence | 14 – 10 | Léopards de Rouen | Stade Georges Carcassonne |

| Saint-Ouen-l'Aumône 4 febbraio 2018, ore 14:00 | Cougars de Saint-Ouen-l'Aumône | 53 – 21 referto | Falcons de Bron-Villeurbanne | Stade Escutary |

#### 2ª giornata
| La Courneuve 17 febbraio 2018, ore 19:00 | Flash de La Courneuve | 29 – 3 | Molosses d'Asnières | Stade Géo André |

| Marsiglia 18 febbraio 2018, ore 13:00 | Blue Stars de Marseille | 32 – 0 | Argonautes d'Aix-en-Provence | Stade Pierre-Delort |

| Rouen 18 febbraio 2018, ore 14:00 | Léopards de Rouen | 13 – 33 | Cougars de Saint-Ouen-l'Aumône | Terrain Marcel Lemire |

#### Recuperi 1
| Bron 24 febbraio 2018, ore 19:00 | Falcons de Bron-Villeurbanne | 7 – 42 referto | Black Panthers de Thonon | Stade Pierre Duboeuf |

#### 3ª giornata
| Asnières-sur-Seine 3 marzo 2018, ore 19:00 | Molosses d'Asnières | 36 – 0 referto | Léopards de Rouen | Stade Leo Lagrange |

| Saint-Ouen-l'Aumône 4 marzo 2018, ore 14:00 | Cougars de Saint-Ouen-l'Aumône | 30 – 20 referto | Flash de La Courneuve | Stade Escutary |

| Bron 4 marzo 2018, ore 14:00 | Falcons de Bron-Villeurbanne | 14 – 21 referto | Blue Stars de Marseille | Stade Pierre Duboeuf |

#### 4ª giornata
| La Courneuve 10 marzo 2018, ore 19:00 | Flash de La Courneuve | 47 – 0 | Léopards de Rouen | Stade Géo André |

| Marsiglia 10 marzo 2018, ore 19:00 | Blue Stars de Marseille | 6 – 18 | Black Panthers de Thonon | Stade Pierre-Delort |

| Saint-Ouen-l'Aumône 11 marzo 2018, ore 14:00 | Cougars de Saint-Ouen-l'Aumône | 7 – 7 | Molosses d'Asnières | Stade Escutary |

| Bron 11 marzo 2018, ore 14:00 | Falcons de Bron-Villeurbanne | 22 – 8 | Argonautes d'Aix-en-Provence | Parc de Parilly |

#### 5ª giornata
| Marsiglia 24 marzo 2018, ore 19:00 | Blue Stars de Marseille | 6 – 7 referto | Flash de La Courneuve | Stade Pierre-Delort |

| Aix-en-Provence 24 marzo 2018, ore 19:00 | Argonautes d'Aix-en-Provence | 26 – 43 | Molosses d'Asnières | Stade Georges Carcassonne |

| Thonon-les-Bains 24 marzo 2018, ore 19:00 | Black Panthers de Thonon | 31 – 12 referto | Cougars de Saint-Ouen-l'Aumône | Stade Joseph-Moynat |

| Rouen 25 marzo 2018, ore 14:00 | Léopards de Rouen | 28 – 14 | Falcons de Bron-Villeurbanne | Terrain Marcel Lemire |

#### 6ª giornata
| Asnières-sur-Seine 31 marzo 2018, ore 19:00 | Molosses d'Asnières | 20 – 13 | Black Panthers de Thonon | Stade Leo Lagrange |

| Bron 31 marzo 2018, ore 19:00 | Falcons de Bron-Villeurbanne | 7 – 54 | Flash de La Courneuve | Stade Pierre Duboeuf |

| Rouen 1º aprile 2018, ore 13:00 | Léopards de Rouen | 0 – 21 | Blue Stars de Marseille | Terrain Marcel Lemire |

| Saint-Ouen-l'Aumône 1º aprile 2018, ore 14:00 | Cougars de Saint-Ouen-l'Aumône | 48 – 0 | Argonautes d'Aix-en-Provence | Stade Escutary |

#### 7ª giornata
| Thonon-les-Bains 21 aprile 2018, ore 19:00 | Black Panthers de Thonon | 27 – 20 referto | Léopards de Rouen | Stade Joseph-Moynat |

| La Courneuve 21 aprile 2018, ore 19:00 | Flash de La Courneuve | 41 – 18 referto | Argonautes d'Aix-en-Provence | Stade Géo André |

| Bron 22 aprile 2018, ore 14:00 | Falcons de Bron-Villeurbanne | 21 – 44 referto | Molosses d'Asnières | Stade Pierre Duboeuf |

| Marsiglia 22 aprile 2018, ore 14:00 | Blue Stars de Marseille | 26 – 20 referto | Cougars de Saint-Ouen-l'Aumône | Stade Pierre-Delort |

#### Recuperi 2
| Thonon-les-Bains 28 aprile 2018, ore 19:00 | Black Panthers de Thonon | 18 – 0 (a tavolino) | Argonautes d'Aix-en-Provence | Stade Joseph-Moynat |

#### 8ª giornata
| La Courneuve 5 maggio 2018, ore 19:00 | Flash de La Courneuve | 23 – 12 | Cougars de Saint-Ouen-l'Aumône | Stade Géo André |

| Thonon-les-Bains 5 maggio 2018, ore 19:00 | Black Panthers de Thonon | 46 – 19 | Blue Stars de Marseille | Stade Joseph-Moynat |

| 5 maggio 2018, ore 19:00 | Argonautes d'Aix-en-Provence | 34 – 0 | Falcons de Bron-Villeurbanne |  |

| Rouen 6 maggio 2018, ore 14:00 | Léopards de Rouen | 12 – 54 | Molosses d'Asnières | Terrain Marcel Lemire |

#### 9ª giornata
| Aix-en-Provence 19 maggio 2018, ore 19:00 | Argonautes d'Aix-en-Provence | 2 – 48 | Black Panthers de Thonon | Stade Georges Carcassonne |

| Asnières-sur-Seine 19 maggio 2018, ore 20:00 | Molosses d'Asnières | 18 – 34 | Flash de La Courneuve | Stade Leo Lagrange |

| Saint-Ouen-l'Aumône 20 maggio 2018, ore 14:00 | Cougars de Saint-Ouen-l'Aumône | 54 – 0 | Léopards de Rouen | Stade Escutary |

| Marsiglia 20 maggio 2018, ore 14:00 | Blue Stars de Marseille | 60 – 13 | Falcons de Bron-Villeurbanne | Stade Pierre-Delort |

#### 10ª giornata
| Aix-en-Provence 2 giugno 2018, ore 19:00 | Argonautes d'Aix-en-Provence | 0 – 25 referto | Blue Stars de Marseille | Stade Georges Carcassonne |

| Thonon-les-Bains 2 giugno 2018, ore 19:00 | Black Panthers de Thonon | 48 – 0 referto | Falcons de Bron-Villeurbanne | Stade Joseph-Moynat |

| Asnières-sur-Seine 2 giugno 2018, ore 20:00 | Molosses d'Asnières | 41 – 33 | Cougars de Saint-Ouen-l'Aumône | Stade Leo Lagrange |

| Rouen 3 giugno 2018, ore 14:00 | Léopards de Rouen | 0 – 12 referto | Flash de La Courneuve | Terrain Marcel Lemire |

### Classifica
La classifica della regular season è la seguente:
- PCT = percentuale di vittorie, G = partite giocate, V = partite vinte,  P = partite perse, PF = punti fatti, PS = punti subiti

| Pos. | Squadra                        | PCT  | G  | V | N | P | PF  | PS  |
| ---- | ------------------------------ | ---- | -- | - | - | - | --- | --- |
| 1    | Black Panthers de Thonon       | .800 | 10 | 8 | 0 | 2 | 314 | 106 |
| 2    | Flash de La Courneuve          | .800 | 10 | 8 | 0 | 2 | 291 | 113 |
| 3    | Blue Stars de Marseille        | .700 | 10 | 7 | 0 | 3 | 233 | 124 |
| 4    | Molosses d'Asnières            | .650 | 10 | 6 | 1 | 3 | 272 | 192 |
| 5    | Cougars de Saint-Ouen-l'Aumône | .550 | 10 | 5 | 1 | 4 | 302 | 182 |
| 6    | Argonautes d'Aix-en-Provence   | .200 | 10 | 2 | 0 | 8 | 102 | 287 |
| 7    | Léopards de Rouen              | .100 | 10 | 1 | 0 | 9 | 103 | 312 |
| 8    | Falcons de Bron-Villeurbanne   | .100 | 9  | 1 | 0 | 9 | 119 | 392 |

## Playoff

### Tabellone
|  | Semifinali | Semifinali               | Semifinali |                       |    | XXIV Casque de Diamant   | XXIV Casque de Diamant | XXIV Casque de Diamant |  |
|  |            |                          |            |                       |    |                          |                        |                        |  |
|  | 1          | Black Panthers de Thonon | 14         |                       |    |                          |                        |                        |  |
|  | 1          | Black Panthers de Thonon | 14         |                       |    |                          |                        |                        |  |
|  | 4          | Molosses d'Asnières      | 9          |                       |    |                          |                        |                        |  |
|  | 4          | Molosses d'Asnières      | 9          |                       | 1  | Black Panthers de Thonon | 14                     |                        |  |
|  |            |                          |            |                       | 1  | Black Panthers de Thonon | 14                     |                        |  |
|  |            |                          | 2          | Flash de La Courneuve | 20 |                          |                        |                        |  |
|  | 3          | Blue Stars de Marseille  | 2          | Flash de La Courneuve | 20 | 9                        |                        |                        |  |
|  | 3          | Blue Stars de Marseille  |            |                       |    |                          |                        |                        |  |
|  | 2          | Flash de La Courneuve    | 19         |                       |    |                          |                        |                        |  |

### Semifinali
| 16 giugno 2018, ore 19:00 | Flash de La Courneuve | 19 – 9 | Blue Stars de Marseille |  |

| Thonon-les-Bains 16 giugno 2018, ore 19:00 | Black Panthers de Thonon | 14 – 9 referto | Molosses d'Asnières | Stade Joseph-Moynat |

### XXIV Casque de Diamant
| Fos-sur-Mer 30 giugno 2018, ore 19:00 | Black Panthers de Thonon | 14 – 20 | Flash de La Courneuve | Stadio Parsemain |

## Verdetti
- Flash de La Courneuve Campioni della Francia 2018 (11º titolo)